# The Lords
The Lords sind eine deutsche Beat- und Rockband, ursprünglich aus Berlin, später aus Düsseldorf, die zwischen 1965 und 1969 mit englischsprachigen Songs in den deutschen Charts vertreten war. Zu ihren bekanntesten Stücken zählen Have a Drink On Me, Shakin’ All Over, Poor Boy und Gloryland.
Kaum eine andere Rockmusikgruppe ist seit über 60 Jahren im deutschen Sprachraum aktiv, und auch weltweit sind sie noch vor den Rolling Stones oder den Ventures die langlebigste Band. Sie halten den offiziellen RID-Weltrekord als „dienstälteste Rockband der Welt“.

## Beginn
1959 begannen sie als Skiffle-Band in Berlin unter dem Namen Skiffle Lords mit zum Teil selbstgebauten Instrumenten und traten in Kneipen und bei kleineren Veranstaltungen auf. Am 7. April 1961 gewannen sie den vom Berliner Senat ausgeschriebenen Wettbewerb um „Das Goldene Waschbrett“.
Am 23. Juli 1964 kam die United-Artists-Produktion des Beatles-Films Yeah! Yeah! Yeah! in die deutschen Kinos. Vor der Premiere fand ein Wettbewerb statt, mit dem die „Berliner Beatles“ gesucht wurden. Aus diesem Wettbewerb gingen am 21. Juli 1964 The Lords als Sieger hervor. Deshalb durften sie an der bundesweiten Endausscheidung im Hamburger Star Club teilnehmen. Am 6. September 1964 siegten The Lords auch hier; sie wurden zu „Deutschlands Beatband Nr. 1“ gekürt.
Ende 1964 erhielt die Band von der EMI in Köln einen Schallplattenvertrag und wurde nun als Die deutschen Beatles vermarktet. Noch im selben Jahr erschien ihre einzige deutschsprachige Single Hey Baby, laß' den Andern / Tobacco Road. Während die A-Seite eine Eigenkomposition von Leo Lietz war, stammte die sozialkritische B-Seite im Original von John D. Loudermilk, die einen deutschen Text von Peter Moesser erhielt. Die Platte verfehlte die Hitparaden. EMI stimmte nun englischsprachigen Produktionen unter Leitung des Musikproduzenten Heinz Gietz zu.

## Erfolge

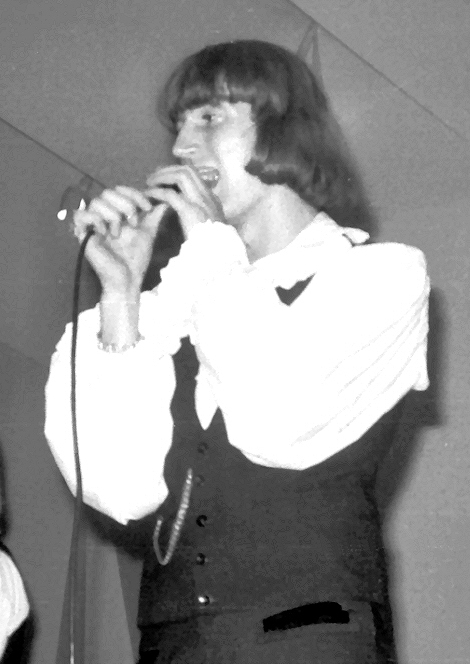
Sänger Ulli Günther 1967 in Mainz

The Lords - Shakin’ All Over

Bereits die zweite Single, eine Coverversion von Shakin’ All Over, im Original von der britischen Band Johnny Kidd & The Pirates, belegte im August 1965 Platz 11 der deutschen Charts. Kaum schlechter schnitt die dritte Single, Poor Boy, ab, die in drei Stunden von Klaus-Peter Lietz verfasst wurde und Platz 12 erreichte. Der Song avancierte zum Erkennungssong der Band, obwohl er ursprünglich als B-Seite einer Single vorgesehen war und mit der Zeile „and she learned me to say“ („und sie lernte mich zu sagen“) einen kapitalen Englischfehler enthält. Korrekt wäre „and she taught me to say“ („und sie lehrte mich zu sagen“).
1965 bestanden The Lords aus Ulli Günther (Gesang), Bernd Zamulo (Bass), Leo Lietz (Gitarre), Rainer Petry (Gitarre) und Peter Donath (Schlagzeug). Im Dezember 1964 war der bisherige Bassist „Lord Knud“ Kuntze wegen eines Unfalls mit dem Tourneebus, bei dem er ein Bein verloren hatte, ausgeschieden. Er begann danach eine Karriere als Diskjockey beim Radiosender RIAS.
Zwischen 1965 und 1969 hatten The Lords zwölf Titel in der deutschen Hitparade, überwiegend produziert von Heinz Gietz. Ihr größter Hit war der Klassiker Gloryland vom September 1967, der Platz 5 erreichte, ihr letzter Erfolg hieß Three-Five-Zero-Zero im August 1969. Bis auf Poor Boy handelte es sich um klassische englische oder US-amerikanische Folksongs, die in zeitgemäße Beatversionen umarrangiert wurden. The Lords tourten in dieser Zeit mit den Kinks, The Who und Casey Jones & the Governors.
The Lords brachten in Deutschland bis einschließlich 1989 insgesamt 30 Singles heraus (ohne Wieder- und Sonderveröffentlichungen), die einen Plattenumsatz von sieben Millionen Exemplaren erzielten.

## Markenzeichen und Medien
Optisches Markenzeichen waren ihre einheitliche Kleidung, bestehend aus Melone, weißen Rüschenhemden, Westen, gebügelten Hosen und Gamaschen sowie die Prinz-Eisenherz-Frisuren. Akustisches Charakteristikum war ihr Englisch mit deutlich deutschem Akzent.
Im Beat-Club, der ersten deutschen Fernsehsendung mit englischsprachigen Interpreten, die sich der Jugendkultur und Rockmusik widmete, traten The Lords erstmals in der vierten Folge am 22. Januar 1966 mit sieben Songs auf. Insgesamt hatte die Band mehr als 300 Fernsehauftritte. 1967 wurden The Lords bei der Jugendzeitschrift Bravo als „Top-Stars des Jahres“ gelistet; 1969 erhielten sie den Bronzenen Bravo Otto.

## Auftritte und Günthers Tod
Zunächst traten The Lords im Vorprogramm britischer Bands auf, wie beispielsweise im Oktober 1965 bei The Kinks in München. Ihr Erfolg ermöglichte ihnen 1967 einen Auftritt als Hauptband im Legia-Stadion in Warschau vor 25.000 Zuschauern; sie waren die erste westliche Band, die in einem Ostblock-Staat auftreten durfte.
Anfang 1971 lösten sich The Lords zunächst auf. Ab 1976 spielten sie in unterschiedlicher Besetzung wieder zusammen. 1979 wurde Rainer Petry kurzzeitig durch Peter Power abgelöst, der seinerseits im September 1979 durch Josef „Jupp“ Bauer ersetzt wurde. 1980 wurde Peter „Max“ Donath durch Werner Faus ersetzt. 1998 folgte auf Werner Faus Philippe Seminara als Drummer, der 1999 von Charly Terstappen abgelöst wurde. Mitte 2011 übernahm Seminara erneut den Platz am Schlagzeug.
Ulli Günther veröffentlichte 1998 eine Solo-Single Wir haben ein Idol (Harald Juhnke). Am 9. Oktober 1999 brach er, seit Jahren an Herzmuskelschwäche leidend, bei einem Jubiläumskonzert in Potsdam aufgrund von Herzrhythmusstörungen zusammen. Dabei schlug er auf den Hinterkopf auf und zog sich eine Schädelfraktur mit Hirnblutungen zu. Am 13. Oktober starb der Gründer der Lords in einem Potsdamer Krankenhaus.

## Die Band seit 2000

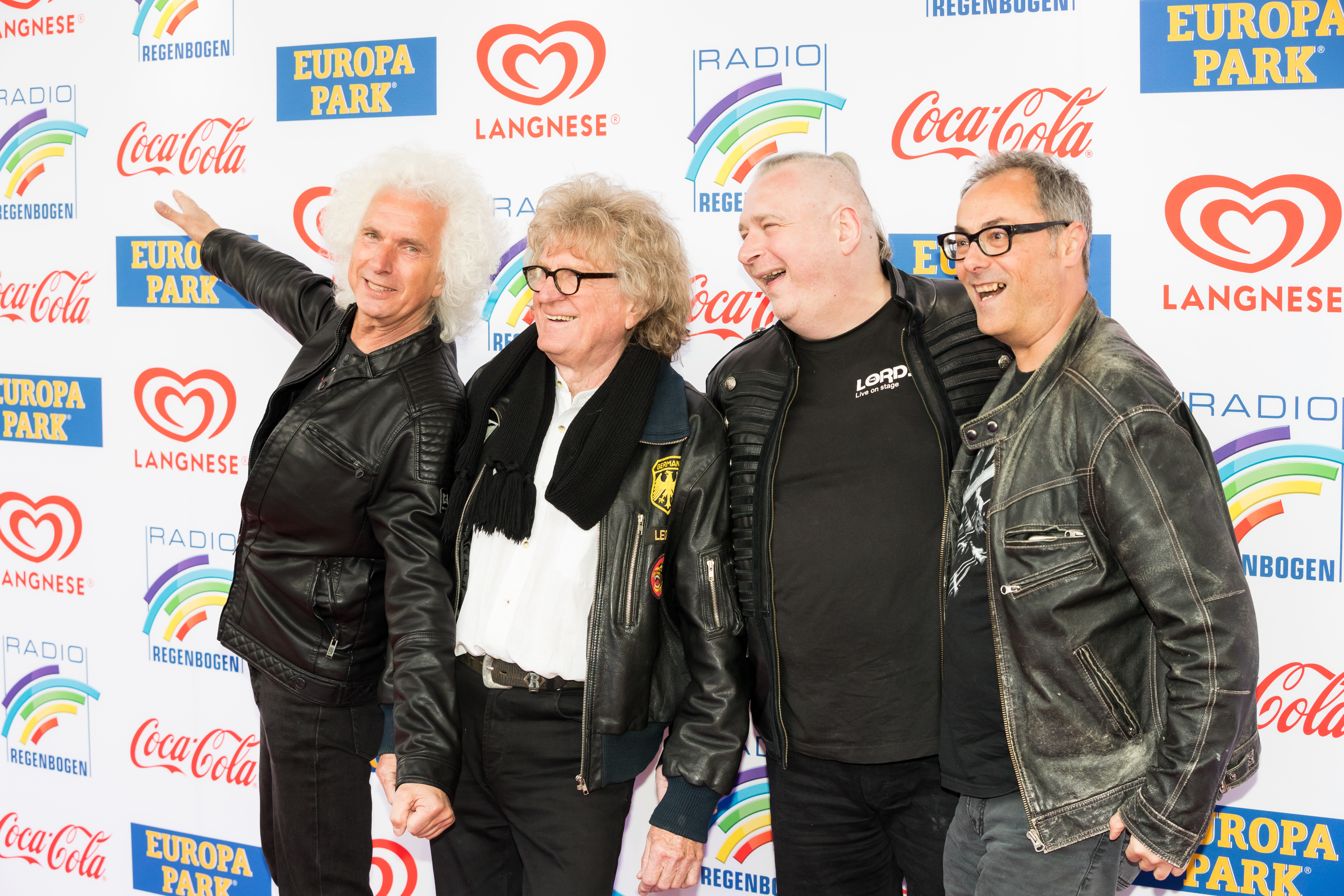
The Lords beim Radio Regenbogen Award 2019

Seit 2000 spielten The Lords in der Besetzung Lietz, Zamulo, Bauer, Terstappen. 2002 brachten sie eine neue CD heraus: Spitfire Lace. Zu ihrem 50. Bühnenjubiläum 2009 erschien als weitere The Lords 50. Die Band trat unter anderem in Mönchengladbach, Leipzig und Berlin auf; das letzte Konzert der Tour gaben sie am 19. Dezember 2009 in Düsseldorf.

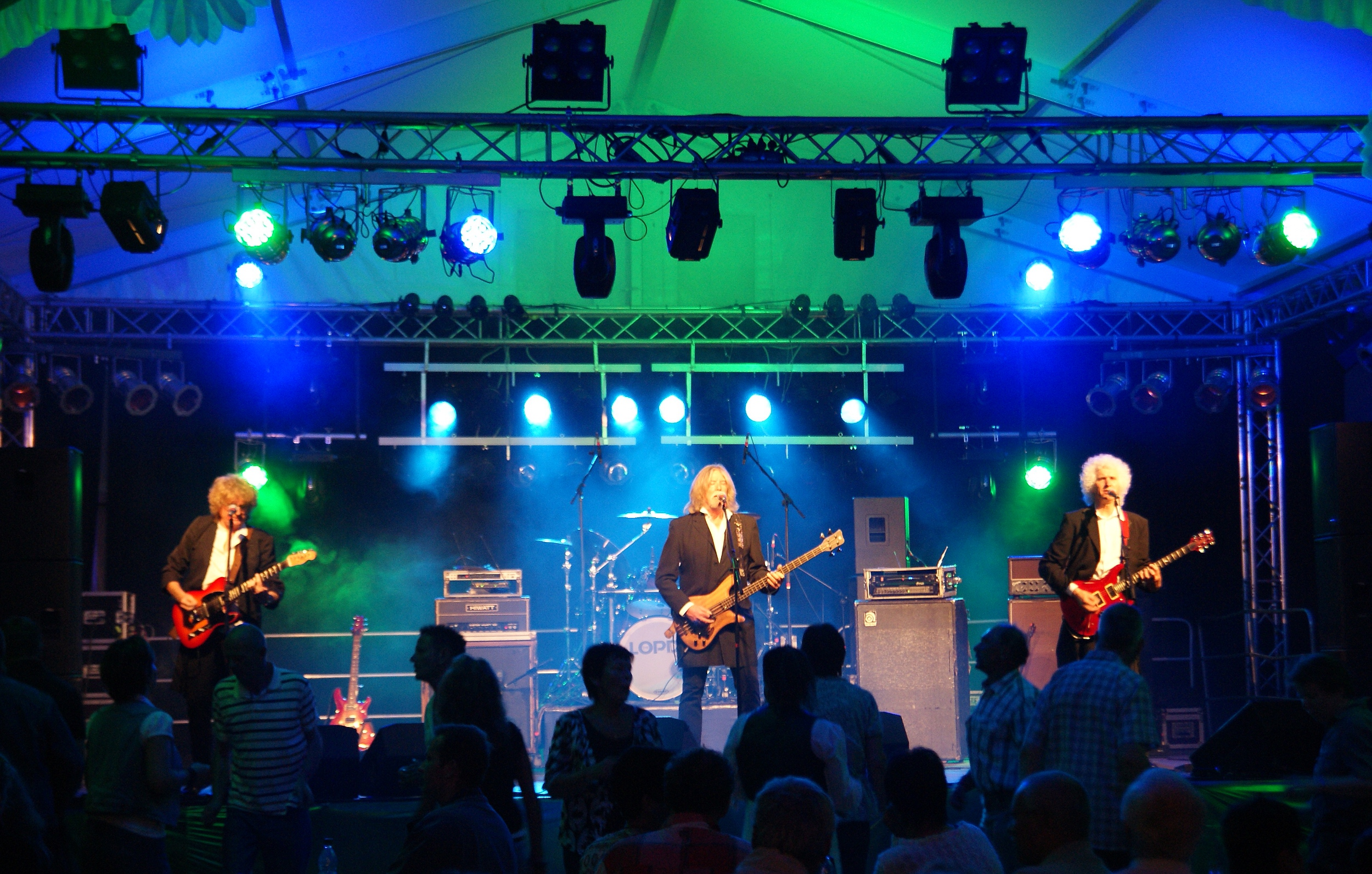
The Lords in Großolbersdorf 2011

Seit 2011 sitzt wieder Philippe Seminara an den Drums. Zum 55. Jubiläum 2014 erschien die CD Reloaded mit Neuaufnahmen ihrer Hits, eingespielt von der aktuellen Besetzung. Am 3. März 2014 traten The Lords in der Stadthalle Fürth auf, gemeinsam mit der Rudi Madsius Band und The Quiets. Im März 2015 erschien ein Album mit neuen Songs unter dem Titel Now More Than Ever!
Anfang 2019 verließ Bernd Zamulo die Band aus gesundheitlichen Gründen; seinen Platz übernahm der Sänger und Bassist Roger Schüller. Im April 2019 erhielt die Gruppe im Rahmen einer großen Gala im Europapark Rust den Lifetime Award von Radio Regenbogen. Im selben Monat begann die bundesweite Abschiedstournee Farewell Tour.

## Bandmitglieder
- Ulli „Lord Ulli“ Günther (* 24. Juli 1942; † 13. Oktober 1999)
- Klaus-Peter „Lord Leo“ Lietz (* 31. Dezember 1943)[12]
- Rainer „Lord Gandy“ Petry (* 5. Juli 1944)
- Peter „Lord Max oder Bi“ Donath (* 11. August 1944; † 10. Januar 2018)
- Knud „Lord Knud“ Kuntze (* 18. März 1944; † 14. Juni 2020)
- Heinz Hegemann (* 9. Oktober 1942)
- Bernd „Lord Bernd“ Zamulo (* 16. August 1946)
- Josef „Jupp“ Bauer (* 6. Juni 1951)
- Werner Faus (* 3. Oktober 1951; † 15. Oktober 2013)
- Philippe „P.J.M.“ Seminara (* 8. April 1964)
- „Charly“ Terstappen (* 26. März 1953)
- Winfried Jahn (* 1. April 1944; Bassist, Frühjahr 1963 bis Frühjahr 1964)
- Roger Schüller (* 18. Juni 1964)
- Norbert Barton (* 22. Dezember 1959)

## Diskografie

### Alben
- 1965: In Black and White In Beat and Sweet
- 1966: The Lords II – Shakin’ All Over
- 1966: Some Folks by the Lords
- 1966: IV Good Side of June
- 1969: Ulleogamaxbe
- 1968: Deutschlands Beatband Nr. 1
- 1970: Shakin’ all over ’70
- 1971: Inside Out
- 1971: New Lords
- 1979: Birthday Album – 15 Years
- 1988: The Lords ’88
- 1989: Stormy
- 1999: Live 1999
- 2002: Spitfire Lace
- 2009: 50 (Livealbum)
- 2015: Reloaded
- 2015: Now More Than Ever!
- 2022: Novum Nexus (EP)

#### Kompilationen
- 1972: The Lords 1964–1971
- 1984: 20 Jahre Lords
- 1992: T* 1999: Ihre schönsten Balladen
- 1999: The Original Singles Collection – The A-Sides
- 1999: The Original Singles Collection – The A- & B-Sides
- 2001: The Lords – Singles, Hits & Raritäten
- 2009: Good Time Music – Best (Zounds)

### Singles
| Jahr | Titel Album                                           | Höchstplatzierung, Gesamtwochen, AuszeichnungChartplatzierungen (Jahr, Titel, Album, Platzierungen, Wochen, Auszeichnungen, Anmerkungen) | Höchstplatzierung, Gesamtwochen, AuszeichnungChartplatzierungen (Jahr, Titel, Album, Platzierungen, Wochen, Auszeichnungen, Anmerkungen) | Höchstplatzierung, Gesamtwochen, AuszeichnungChartplatzierungen (Jahr, Titel, Album, Platzierungen, Wochen, Auszeichnungen, Anmerkungen) | Anmerkungen                                                                          |
| Jahr | Titel Album                                           | DE | AT | CH | Anmerkungen                                                                          |
| ---- | ----------------------------------------------------- | --- | --- | --- | ------------------------------------------------------------------------------------ |
| 1965 | Shakin’ All Over In Black And White In Beat And Sweet | DE11 (12 Wo.)DE | — | — | Erstveröffentlichung: April 1965 B-Seite: Seven Daffodils                            |
| 1965 | Poor Boy The Lords II Shakin’ All Over                | DE12 (18 Wo.)DE | — | — | Erstveröffentlichung: August 1965 B-Seite: Poison Ivy                                |
| 1965 | Que Sera The Lords II Shakin’ All Over                | DE21 (12 Wo.)DE | — | — | Erstveröffentlichung: November 1965 B-Seite: Boom Boom                               |
| 1966 | Greensleeves Some Folks By The Lords                  | DE14 (6 Wo.)DE | — | — | Erstveröffentlichung: Januar 1966 B-Seite: Sing Hallelujah                           |
| 1966 | What They Gonna Do Good Side Of June                  | DE34 (2 Wo.)DE | — | — | Erstveröffentlichung: Juni 1966 B-Seite: The Ballade Of The Condemned Man            |
| 1966 | Have A Drink On Me Good Side Of June                  | DE19 (10 Wo.)DE | — | — | Erstveröffentlichung: November 1966 B-Seite: Late Last Sunday Evening                |
| 1967 | Glory Land Good Side Of June                          | DE5 (24 Wo.)DE | — | CH6 (6 Wo.)CH | Erstveröffentlichung: August 1967 B-Seite: Rain Dreams Charteinstieg in CH erst 1968 |
| 1967 | John Brown’s Body –                                   | DE11 (10 Wo.)DE | — | CH10 (2 Wo.)CH | Erstveröffentlichung: Dezember 1967 B-Seite: Cut My Hair                             |
| 1968 | And At Night Ulleogamaxbe                             | DE40 (2 Wo.)DE | AT4 (8 Wo.)AT | — | Erstveröffentlichung: Mai 1968 B-Seite: Fire                                         |
| 1968 | Good Time Music Ulleogamaxbe                          | DE35 (8 Wo.)DE | — | — | Erstveröffentlichung: September 1968 B-Seite: Somethin’ Else                         |
| 1969 | People World Shakin’ All Over ’70                     | DE17 (10 Wo.)DE | — | — | Erstveröffentlichung: Februar 1969 B-Seite: Four O’Clock In New York                 |
| 1969 | Three-Five-Zero-Zero Shakin’ All Over ’70             | DE27 (2 Wo.)DE | AT27 (4 Wo.)AT | — | Erstveröffentlichung: Juni 1969 B-Seite: Manchester England                          |

grau schraffiert: keine Chartdaten aus diesem Jahr verfügbar
Weitere Singles
- 1964: Hey Baby, laß’ den Andern / Tobacco Road
- 1966: Don’t Mince Matter / No One Knows
- 1967: Gypsy Boy / Coco-Cat-Love
- 1970: Shakin’ all over ’70 / Blue Horizon
- 1970: Talk About Love / When I Was Young
- 1971: That Day Will Come / My Dream
- 1976: Naked Man / Do You Remember
- 1977: Teenage Love / Baby You’re Mean
- 1978: Jezebel / Jezebel Returns
- 1979: Poor Boy / People World (vers. ’79)
- 1981: Walk On / Rock’n’ Roll Monster
- 1985: Poor Boy (Studio-’65) / Calaba
- 1985: Poor Boy (Live Berlin ’65) / Calaba
- 1988: Michael / Greensleeves
- 1989: Come On Move / Live Your Life
- 1989: Stormy / Train Of Emotion
- 1989: Walking To The Moon / Dard And Windy Night

## Auszeichnungen
- smago! Award
  - 2019: für „Dienstälteste Beat- und Rockband der Welt“[14]

- Radio Regenbogen Award
  - 2019: in der Kategorie Lifetime 2018